# 黄恩京
黄恩京（韓語：황은경），韓國電視劇編劇。

## 作品

### 電視劇
- 2002年：MBC《田園日記》
- 2007年：MBC《New Heart》
- 2010年：SBS《大物》
- 2011年：SBS《城市獵人》[1]
- 2012年：KBS《海雲臺戀人們》
- 2015年：JTBC《D-Day》

## 外部連結
- NAVER搜索 （页面存档备份，存于）